# قزل خرابه
قزل خرابه (به لاتین: Kizilkharaba) یک منطقه مسکونی در ارمنستان است که در استان گغارکونیک واقع شده‌است.